# 黑克列瓦山
48°20′59.6″N 24°15′28.7″E / 48.349889°N 24.257972°E

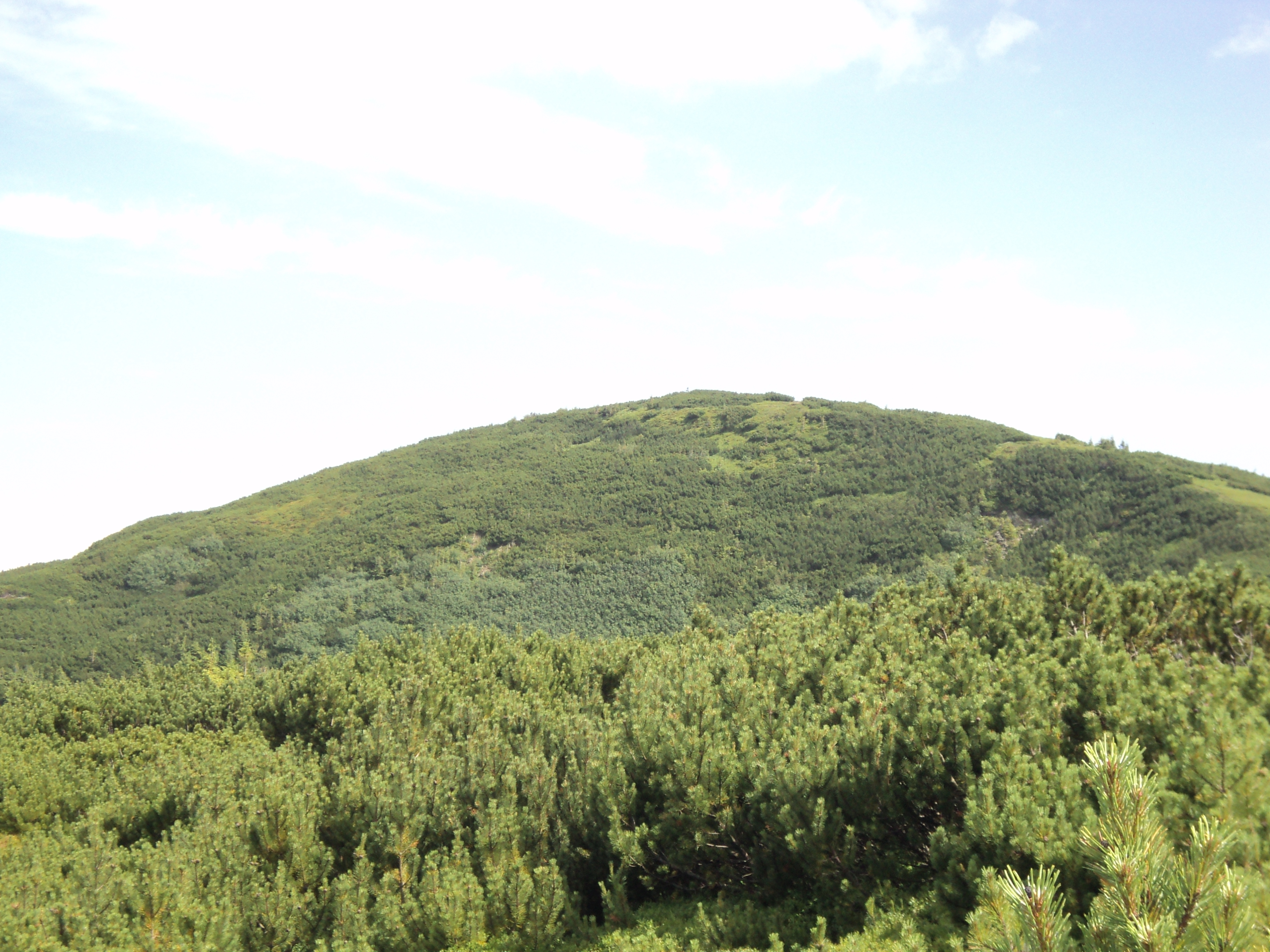

黑克列瓦山是烏克蘭的山峰，位於該國西部，處於伊萬諾-弗蘭科夫斯克州和外喀爾巴阡州接壤的邊界，屬於烏克蘭喀爾巴阡山脈中戈爾加內山脈的一部分，海拔高度1,719米。